# Ricky Warwick
Ricky Warwick (County Down, Irlanda del Norte, 11 de julio de 1966) es un vocalista y guitarrista popular por ser el líder de la agrupación de hard rock The Almighty. Además ha colaborado en múltiples proyectos de reconocidos músicos y agrupaciones. Actualmente también se desempeña como vocalista de la banda Black Star Riders. Sus primeras influencias fueron Bruce Springsteen, Bob Dylan y Johnny Cash. Luego se interesó por música más fuerte como Motörhead, MC5, Stiff Little Fingers y The Clash.

## Discografía

### Solista
- Tattoos & Alibis (2003)
- Love Many Trust Few (2005)
- Belfast Confetti (2009)
- Hearts on Trees (2014)
- When Patsy Cline Was Crazy (And Guy Mitchell Sang the Blues) (2014)

### The Almighty
- Blood, Fire and Love (1989)
- Blood, Fire and Live (1990)
- Soul Destruction (1991)
- Powertrippin' (1993)
- Crank (1994)
- Crank and Deceit: Live in Japan (1995)
- Just Add Life (1996)
- The Almighty (2000)
- Psycho-Narco (2001)
- Wild and Wonderful (2002)
- Anth'f**ing'ology (2007)
- All Proud, All Live, All Mighty (2008)
- The All Fuckin B-Sides Vol 1 (2008)

### Black Star Riders
- All Hell Breaks Loose (2013)
- The Killer Instinct (2015)
- Heavy Fire - (2017)
- Another State Of Grace - (2019)